# Jan van Terveen
Jan van Terveen (gedoopt in Utrecht, 24 maart 1732 - begraven aldaar, 9 juni 1777) was een boekbinder, boekdrukker, uitgever en boekverkoper in Utrecht, werkzaam tussen 1756 en 1777.

## Leven en werk
Hij werd waarschijnlijk in maart 1732 geboren in Utrecht als zoon van Jan van Terveen en Johanna Lourensen. Hij trad toe tot het gilde van boekverkopers en was werkzaam in de periode 1756-1777. Van Terveen overleed in 1777 en werd op 9 juni 1777 begraven in Utrecht. Na zijn overlijden namen zijn weduwe en zoon de drukkerij over. De Weduwe van Jan van Terveen en Zoon waren in 1778 gevestigd aan de Oude Gracht in Utrecht.
Van Terveen stond met name bekend als de uitgever van de bekende kindergedichtjes van Hieronymus van Alphen. Naast deze gedichtjes gaf Van Terveen ook diverse andere werken van Van Alphen uit. Begin 1778 verscheen bij de Weduwe van Jan van Terveen en Zoon in Utrecht de Proeve van kleine gedigten voor kinderen. Deze eerste oplage bevatte 24 kindergedichten, zonder plaatjes en werd anoniem uitgegeven. Vanwege het enorme succes verscheen een aantal maanden later bij de Weduwe van Jan van Terveen en Zoon Vervolg der kleine gedigten voor kinderen. Ditmaal werd de auteur, Van Alphen, wel genoemd. In 1782 verscheen Tweede vervolg der kleine gedigten voor kinderen. Het succes was wederom enorm en het boek werd zelfs vertaald in het Frans, Duits, Maleis en Fries.
De eerste uitgave van Proeve van kleine gedigten voor kinderen werd ongeïllustreerd uitgegeven. Prenten konden bij de tweede druk (Vervolg der kleine gedigten voor kinderen) los gekocht worden. De uitgever kon deze prenten op wens van zijn klant bij het boek laten inbinden. Het recht van deze prenten was echter in eerste instantie toebedeeld tot de boekhandelaar J. Allart te Amsterdam. In 1818 kocht uitgeverij Van Terveen het recht van uitgave van de prenten.
Het is niet bekend hoeveel exemplaren er in totaal zijn gedrukt van de gedichten van Van Alphen en wat de opbrengst hiervan was. Dit hielden de Weduwe van Jan van Terveen en Zoon strikt geheim. Het is wel bekend dat er van geen enkel exemplaar, buiten de Bijbel om, ooit zoveel exemplaren in Nederland zijn gedrukt. Het schijnt zelfs dat de uitgevers zelf niet eens wisten hoeveel keer Proeve van kleine gedigten voor kinderen herdukt werd.
In eerste instantie was het vooral de deftige burgerij die de opvoedkundige versjes van Van Alphen las. Op een dag ontving uitgeverij Van Terveen echter een brief met de vraag of er ooit een goedkopere editie van Van Alphens versjes zou verschijnen om op scholen te gebruiken. De uitgeverij gaf hier gehoor aan en in 1827 verscheen de eerste druk van het schoolboekje dat voor een aanzienlijk lagere prijs verkocht. De uitgeverij zag het nut van de goedkopere edities in en bracht nog een aantal van dit soort goedkopere uitgaven uit.

## Uitgegeven werken

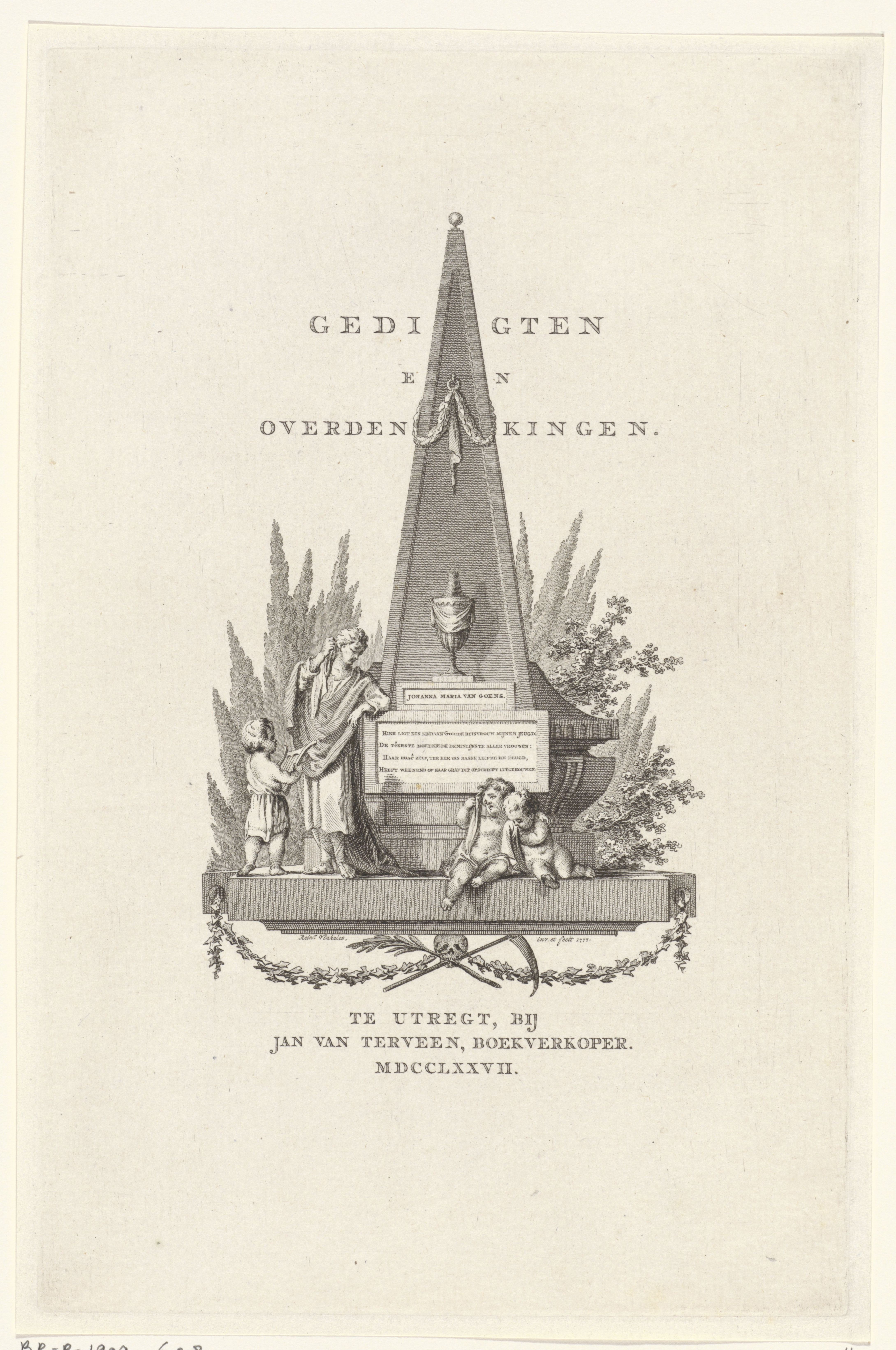
Titelpagina Gedigten en Overdenkingen (1777)

- W.K. (1764), Send-brieven, dienstig voor de jeugd om door het lezen en schrijven dezelve in hare leer-oeffeningen van jongs op een begrip te doen krygen
- Gilbert West (1772), De geschiedenis en de bewyzen voor de zekerheid van de opstanding van onzen heere Jesus Christus uit den dooden
- Hieronymus van Alphen (1775), Klaagzang: Hieronijmus van Alphen bij het graf van zijne Johanna Maria van Goens
- Hieronymus van Alphen (1777), Gedigten en overdenkingen

Na zijn dood gaven de Weduwe van Jan van Terveen en Zoon onder andere de volgende werken uit:
- Hieronymus van Alphen (1778), Proeve van kleine gedigten voor kinderen
- Hieronymus van Alphen (1778), Vervolg der kleine gedigten voor kinderen
- Hieronymus van Alphen (1782), Tweede vervolg der kleine gedigten voor kinderen
- Hieronymus van Alphen en Pieter Leonard van de Kasteele (1782), Stigtelijke Mengelpoëzij
- Hieronymus van Alphen (1872), Van Alphen’s ABC Boekje